# Arenostola deserticola
Arenostola deserticola là một loài bướm đêm trong họ Noctuidae.